# 安迪·費利拿·達·施華
安迪·費利拿·達·施華（André Ferreira Da Silva，1980年4月9日—），是巴西职业足球运动员，司职防守中場，2009年加盟日職球隊山形山神。他曾效力土耳其超級足球聯賽球隊安卡拉高古。